# Tillandsia 'Shooting Star'
Tillandsia 'Shooting Star' es un cultivar híbrido del género Tillandsia perteneciente a la familia Bromeliaceae.
Es un híbrido creado en el año 1980 con la especie Tillandsia  purpurea × desconocido.